# Serhou Guirassy
Serhou Guirassy (Arles, 12 de março de 1996) é um futebolista guineano nascido na França que atua como centroavante. Atualmente joga pelo Borussia Dortmund.

## Carreira
Guirassy começou a carreira no Montargis, Amilly, Laval.

### VfB Stuttgart
Em 1 de setembro de 2022, Guirassy se juntou ao Stuttgart por empréstimo para a temporada 2022-23. Foi o vice-artilheiro da Bundesliga de 2023–24, com 28 gols.

### Borussia Dortmund
Em 18 de julho de 2024, assinou por quatro temporadas com o Borussia Dortmund pelo valor de 18 milhões de euros.

## Títulos

### Artilharias
- Liga dos Campeões da UEFA de 2024–25: 13 gols[5]
- Copa do Mundo de Clubes da FIFA de 2025: 4 gols.